# Епархия Клерксдорпа
Епархия Клерксдорпа (лат. Dioecesis Klerkpolitana) — епархия Римско-Католической Церкви с центром в городе Клерксдорп, ЮАР. Епархия Клерксдорпа входит в митрополию Йоханнесбурга. Кафедральным собором епархии Клерксдорпа является церковь Христа Царя.

## История
14 октября 1965 года Святой Престол учредил апостольскую префектуру Западного Трансвааля, выделив её из епархии Йоханнесбурга.
27 февраля 1978 года Римский папа Павел VI издал буллу Rerum catholicarum, которой преобразовал апостольскую префектуру Западного Трансвааля в епархию Клерксдорпа.
5 июня 2007 года епархия Клерскдорпа перешла из митрополии Претории в митрополию Йоханнесбурга.

## Ординарии епархии
- епископ Daniel Alphonse Omer Verstraete O.M.I.[1] (9.11.1965 — 26.03.1994);
- епископ Zithulele Patrick Mvemve (26.03.1994 — 26.04.2013);
  - Buti Joseph Tlhagale, O.M.I. (26.04.2013 — 24.11.2014) (апостольский администратор);
- епископ Victor Hlolo Phalana (с 24 ноября 2014 года).

## Источник
- Annuario Pontificio, Libreria Editrice Vaticana, Città del Vaticano, 2003, ISBN 88-209-7422-3
- Булла Rerum catholicarum, AAS 70 (1978), стр. 277  (лат.)
- Булла Cum ad aptius consulendum, AAS 99 (2007), стр. 582  (лат.)